# Streets of SimCity
Streets of SimCity is een computerspel van Maxis, uitgebracht op 31 oktober 1997. In het spel kunnen spelers door de steden die ze gebouwd hebben in SimCity 2000 racen. Net zoals SimCopter is het spel driedimensionaal en kan het voertuig van de speler worden bediend met het toetsenbord, een joystick of een gamepad. Ook bevat het spel een online-functionilteit waarin de speler het tegen maximaal zeven andere spelers kan opnemen.
Streets of SimCity is een van de weinige spellen van Maxis waar Will Wright niet aan heeft meegewerkt. Het was tevens het laatste spel dat ontwikkeld en uitgegeven werd zonder toezicht van Electronic Arts, het bedrijf dat Maxis overnam twee maanden voordat het spel werd uitgebracht.

## Gameplay
Het spel bevat verschillende speelmodes:
- Career: De speler speelt mee in een van vier televisieprogramma's. Hierin moet hij verschillende missies voltooien.
  - Zippy's Courier Service: De speler moet verschillende pakketten bezorgen binnen de tijd.
  - Galahad's Watch: De speler krijgt te maken met corrupte agenten, en ontmaskert later een criminele bende.
  - Granny's Wild Ride: De speler ontdekt plannen voor een invasie van buitenaardse wezens. Die invasie moet worden vermeden.
  - Face for Your Life: De speler kruipt in de huid van een autocoureur.
  - Een vijfde naamloze categorie bevat verschillende missies met elk een ander thema.
- Players' Choice: De speler kan hierbij rijden door steden uit SimCity 2000. Hij kan hierin kiezen uit vier moeilijkheidsgraden: Sunday Driver, Bad Hair Day, Commuter's Revenge en Crush Hour.
- Network: Door middel van vier verschillende verbindingsmogelijkheden, kan de speler het opnemen tegen andere spelers.
  - Deathmatch: De speler die als laatste overblijft wint.
  - Freeplay: De speler moet zoveel mogelijk punten behalen.

### Voertuigen
De voertuigen uit het spel zijn gebaseerd op bestaande voertuigen:
- de StreetRat is gebaseerd op de Volkswagen Kever
- de Azzaroni is gebaseerd op de Ferrari 250
- de J57 is gebaseerd op de Ford GT40
- de Airhawk is gebaseerd op een auto uit de jaren 70, een Pontiac Firebird of Chevrolet Camaro

## Muziek
De muziek in het spel is gecomponeerd door Jerry Martin. De speler kan uit verschillende radiostations kiezen, zoals jazz, techno, bluegrass of rock. De melodie die in de garage te horen is, is gemaakt met elektrisch gereedschap en andere machines. Muziek uit The Sims en geluiden uit de film Gone in 60 Seconds zijn daarnaast ook te vinden in het spel.

## Ontvangst
| Beoordeeld door                | Datum            | Score |
| ------------------------------ | ---------------- | ----- |
| Gamezilla                      | 20 november 2000 | 74%   |
| GameStar (Duitsland)           | januari 1998     | 52%   |
| PC Action                      | 18 februari 1998 | 48%   |
| PC Gameplay (Benelux)          | mei 1998         | 46%   |
| GameSpot                       | 12 december 1997 | 44%   |
| PC Games (Duitsland)           | 4 februari 1998  | 41%   |
| Adrenaline Vault, The (AVault) | 22 februari 1998 | 40%   |
| Power Play                     | januari 1998     | 36%   |
| PC Player (Duitsland)          | januari 1998     | 31%   |
| Computer Games Magazine        | 4 februari 1998  | 30%   |

## Trivia
- De StreetRat en HMX Utility Van maken hun terugkeer in SimCity 3000.
- De Ford Thunderbird staat afgebeeld op de cover en het menu van het spel, maar is niet aanwezig in het spel zelf.